# Table solaire
Table solaire est une huile sur panneau de l'artiste surréaliste espagnol Salvador Dalí réalisée en 1936. Conservée au Musée Boijmans Van Beuningen, elle représente un désert ainsi que de nombreux autres éléments évoquant l'absence d'eau.